# T69中型坦克
T69坦克（英語：90-mm gun tank, T69），是一款美國於冷戰期間研發的實驗型中型坦克。該車於1951年5月開始以T42坦克爲基礎研發。其研發工作在1955年晚些時候完成。該車爲美國第一款裝備了搖擺炮塔的坦克。其搖擺炮塔的設計與AMX-13相似。該車僅完成了一輛使用T42坦克車體的試驗車。

## 參考

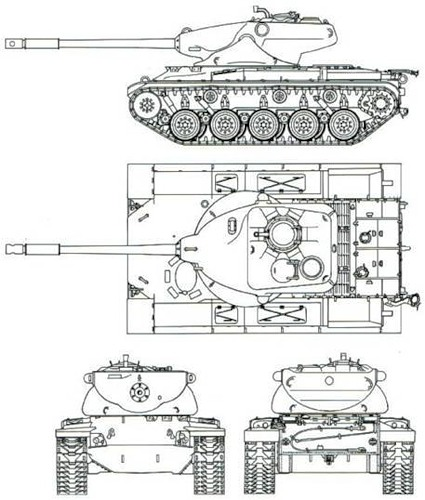
T69坦克的三視圖